# Megachalcis hirticeps
Megachalcis hirticeps är en stekelart som först beskrevs av Cameron 1911.  Megachalcis hirticeps ingår i släktet Megachalcis och familjen bredlårsteklar. Inga underarter finns listade i Catalogue of Life.